# Dorfkirche Lobstädt

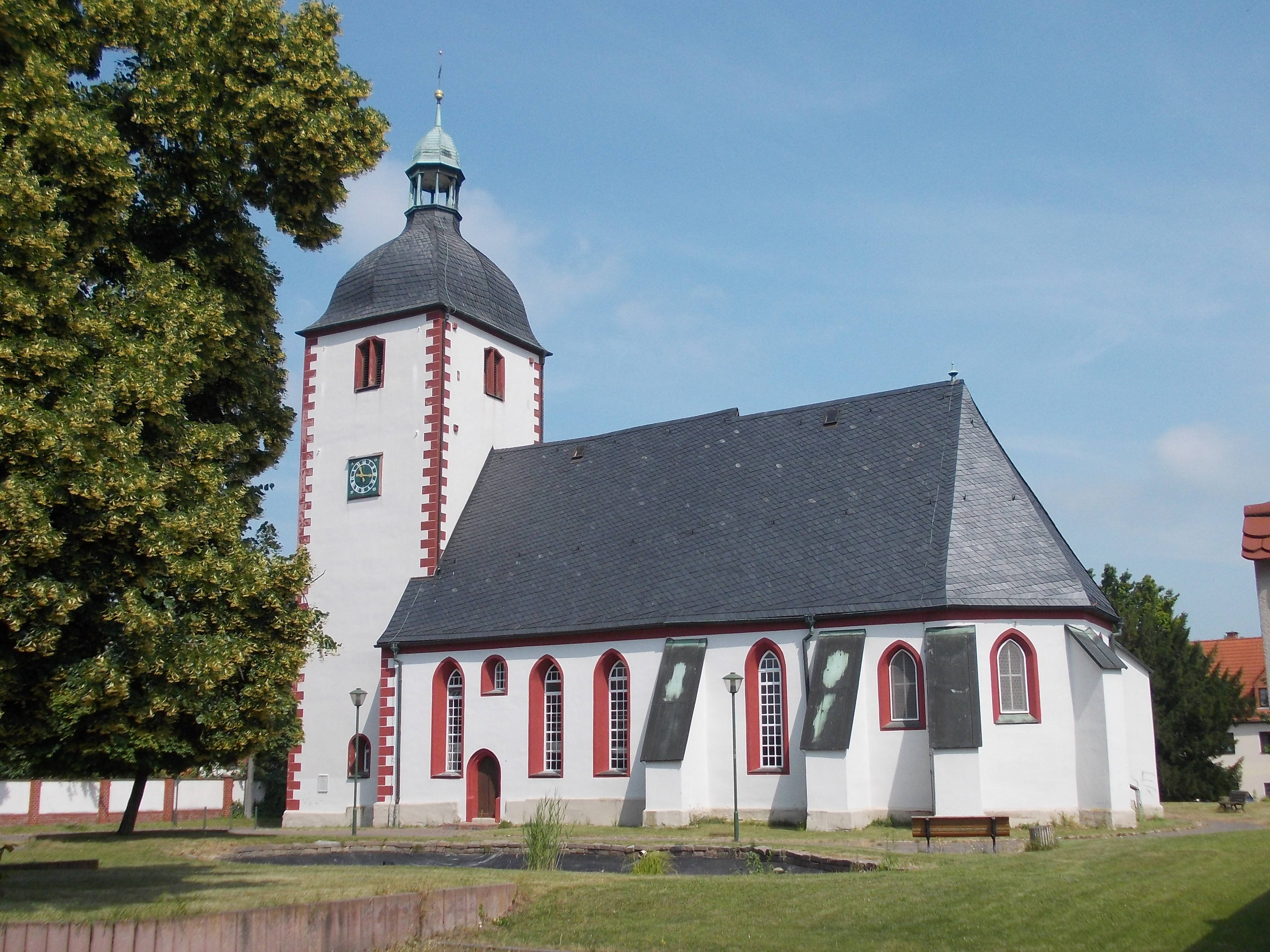
Lobstädter Kirche

Die evangelische Dorfkirche Lobstädt ist eine im Kern spätromanische oder frühgotische Saalkirche im Ortsteil Lobstädt von Neukieritzsch im Landkreis Leipzig in Sachsen. Sie gehört zur Kirchengemeinde Bornaer Land im Kirchenbezirk Leipziger Land der Evangelisch-Lutherischen Landeskirche Sachsens.

## Geschichte und Architektur
Das Bauwerk ist eine langgestreckte Saalkirche mit Westturm, bei deren Bau Reste eines spätromanischen oder frühgotischen Bauwerks im Turmunterbau und vielfach auch im Saal weiterverwendet wurden. Der Chor wurde um 1490 erbaut; der Saal und der Turmabschluss wurden nach Brand im Jahr 1610 verändert. Eine Erneuerung erfolgte 1859, Restaurierungen in den Jahren 1982–90.
Das verputzte Bauwerk ist mit Eckquadern, der dreiseitig geschlossene Chor mit massigen, unregelmäßig abgeschrägten Strebepfeilern und Spitzbogenfenstern versehen. Der gegenüber dem Chor leicht nach Norden verschobene Saal ist mit historisierenden Langfenstern von 1839, die Nordvorhalle mit einem spätgotischen Portal versehen. Der Westturm über quadratischem Grundriss ist mit geschweiftem Helm und offener Laterne ausgestaltet und wird durch Vorhangbogenfenster erhellt. Im Turm schließt ein Kreuzrippengewölbe mit abgearbeiteten Rippen den Raum ab, der Rundbogen zum Saal wurde zugesetzt. Der Saal ist flachgedeckt, Emporen sind an drei Seiten auf Rundsäulen eingebaut, diese Gestaltung stammt von 1839. Der Triumphbogen ist korbbogig erweitert, der Chor mit einem tief herabgezogenen Springrauten-Rippengewölbe abgeschlossen.

## Ausstattung
Die frühbarocke Kanzel aus Zehmen im Kreis Leipzig stammt aus der Zeit um 1650, am achteckigen Korb stehen in Rundbogennischen Relieffiguren des Schmerzensmanns und der Evangelisten. Ein Altarflügel mit Schnitzfigur des Heiligen Jakobus des Älteren wurde um 1510 in einer Altenburger Werkstatt geschaffen. Ein großes barockes Kruzifix aus der ehemaligen Kirche von Görnitz im Kreis Leipziger Land wurde wohl um 1700 geschaffen. Schnitzfiguren von Moses und Johannes dem Täufer stammen vom ehemaligen Altar, die volkstümlichen, ausdrucksstarken Arbeiten gehören wohl der ersten Hälfte des 18. Jahrhunderts an.
Einfache Gemälde der Grablegung Christi und der Kreuzigung entstanden im 17. Jahrhundert, ein kleines Gemälde des ungläubigen Thomas nach Guercino ist bezeichnet mit Fr. Rösler, Altenburg, 1839.
Die Orgel mit sechsteiligem Rundbogenprospekt ist ein Werk von Urban Kreutzbach aus dem Jahr 1887 mit zwölf Registern auf zwei Manualen und Pedal.
In der nördlichen Vorhalle sind Porphyr-Grabdenkmäler des Arasmus von Kunterwitz (=Könneritz, † 1563) und des Hieronymus Schleinitz († 1603) aufgestellt; sie zeigen die Verstorbenen in Rüstung.